# Teoría de cuerda heterótica E8xE8
En física teórica, la teoría de cuerda heterótica E8×E8, o cuerda HE, es una de las cinco teorías consistentes de supercuerdas y una de las dos teorías de cuerda heterótica, ambas de con supersimetría en 10D, las cuales están basadas en un peculiar híbrido de una supercuerda de Tipo I y una cuerda bosónica. Difiere de la otra teoría heterótica en su grupo gauge, que es SO(32). La teoría heterótica E8xE8 fue propuesta por P. Candelas, G.T. Horowitz, A. Strominger, y E.Witten en 1984.

## Características
Es muy parecida a la heterótica SO(32). Incluye cuerdas cerradas propagándose en un espacio-tiempo plano de 10D (9+1). Todas las cuerdas son orientables.
Presenta un grado de supersimetría N=1. Las partículas levógiras y dextrógiras son tratadas de forma diferente. En el sector dextrógiro las cuerdas poseen supersimetría y en el levógiro no, o viceversa.  El sector dextrógiro vive en 10D y el sector levógiro en 26D. Sin embargo, mediante ciertos métodos matemáticos (que tienen que ver con el grupo de simetrías E8xE8 es posible "manejar" 16 de esas 26 dimensiones de tal forma que ambos sectores se propaguen en 10D. La quiralidad de ambos sectores es igual, de manera que la teoría es quiral. A las cuerdas que no posee supersimetría se les denomina cuerdas bosónicas, ya que la parte fermiónica que proporcionaría la supersimetría está ausente.
Presenta el grupo simetría (grupo Gauge) de norma E8xE8 = grupo formado por la multiplicación de dos grupos E8, que es el grupo Euclidiano de rotaciones y traslaciones en 8 dimensiones internas.
Su teoría efectiva a bajas energías es una Supergravedad (SUGRA) HE de 10D.

## Dualidades y otras relaciones de simetría
En energías bajas, la cuerda heterótica E8xE8 es descrita por la supergravedad de tipo HE en 10 dimensiones.
La cuerda heterótica E8xE8 con una dimensión de radio R es T-dual a la otra cuerda heterótica SO(32) con una dimensión de radio 1/R.
La cuerda heterótica E8xE8 con constante de acoplamiento Φ débil es una teoría de cuerdas en 10D, pero conforme aumenta la constante de acoplamiento Φ emerge una dimensión espacial extra, y se pasa a una teoría en 11D. La teoría heterótica E8xE8 corresponde, por tanto, a una teoría en 11D en la que una de las dimensiones espaciales queda compactada en un segmento de longitud R11 con dos extremos. Cuando la constante de acoplamiento Φ es pequeño, el tamaño de la dimensión extra R11 resulta muy pequeño y la teoría es aproximadamente de 10D. Si queremos estudiar la teoría heterótica E8xE8 con constante de acoplamiento Φ grande, la longitud R11 crece, la dimensión extra se torna visible y pasamos a una teoría en 11D.